# 谢康 (电子学家)
谢康，中国教育部第6批“长江学者”特聘教授，从事新型光波导生物化学传感器等方向的研究。曾就读于重庆大学、西安交通大学，后在曼彻斯特理工大学从事微波领域博士后研究。